# Crawdaddy Club
Der Crawdaddy Club war ein überregional bekanntes Veranstaltungslokal in Richmond, Surrey, England. Er lag im Station Hotel, gegenüber dem Bahnhof Richmond. Der Crawdaddy war gemeinsam mit dem Cavern Club in Liverpool eine der Geburtsstätten der Rockmusik in Großbritannien.
Gegründet wurde er im Dezember 1962 vom Bluesenthusiasten Giorgio Gomelsky, der mit dem Piccadilly Jazz Club in Soho begonnen hatte. Den Namen erhielt der Club von Bo Diddleys Musiktitel Doing the Craw-Daddy (LP Bo Diddley Is a Gunslinger, Dezember 1960). Der Musikclub avancierte innerhalb kurzer Zeit zur Talentschmiede für britische Beatbands, die kurze Zeit nach ihren Auftritten entdeckt wurden und Plattenverträge bekamen. Deshalb reiht sich der Crawdaddy ein in die berühmten Londoner Clubs Marquee Club, Eel Pie Island und The Ealing Club.

## Hausbands
Die erste Hausband des Clubs war Dave Hunt Rhythm and Blues Band mit Ray Davies, der hieraus einen Teil der späteren Kinks rekrutierte. Am 24. Februar 1963 gastierten die noch unbekannten Rolling Stones und avancierten zur Hausband, die hier acht Monate lang auftrat. Hier entdeckte sie am 28. April 1963 ihr späterer Manager Andrew Loog Oldham. Am 14. April 1963 sahen hier die Beatles den Auftritt der Rolling Stones, die ihre Konzerte immer mit Bo Diddleys Song abschlossen. Sie spielten für eine Gage von einem Pfund pro Mitglied und einem Anteil an den Eintrittspreisen. Im Juni 1963 mietete Gomelsky die größeren Räumlichkeiten im Richmond Athletics Club mit einem Fassungsvermögen von knapp 1.000 Personen, dreimal so viel wie an der alten Adresse. Ab 29. September 1963 kamen die Yardbirds dorthin, übernahmen von den Rolling Stones die Funktion der Hausband, brachten es auf 60 Auftritte und spielten hier bis 27. Juni 1965. Ihr Auftritt mit US-Blueslegende Sonny Boy Williamson II. am 8. Dezember 1963 wurde aufgezeichnet und auf der LP Sonny Boy Williamson and the Yardbirds (Januar 1966) veröffentlicht. 

## Weitere Auftritte
Auch weitere, später erfolgreiche Beatbands wie The Animals (Januar–März 1964), The Who, Moody Blues oder Spencer Davis Rhythm & Blues Quartet nutzten die Blues-Plattform des „Crawdaddy“. Andere Künstler, die ebenfalls hier auftraten, waren insbesondere Led Zeppelin (1968), Long John Baldry, Elton John und Rod Stewart.

## Wiedereröffnung
Im März 2011 wurde ein Crawdaddy Club im Athletic Ground von Mike Rivers und seiner Frau Sylvie eröffnet.

## Sonstiges
Der Crawdaddy Club war Namensgeber des im Jahre 1966 gegründeten amerikanischen Rockmagazins Crawdaddy!.